# پاتریک بریستو
پاتریک بریستو (انگلیسی: Patrick Bristow؛ زادهٔ ۲۶ سپتامبر ۱۹۶۲) یک هنرپیشه اهل ایالات متحده آمریکا است. وی از سال ۱۹۸۵ میلادی تاکنون مشغول فعالیت بوده‌است.